# 旷楚贤
旷楚贤（？—？），湖南衡山人，清朝政治人物，進士出身。

## 生平
清朝乾隆四十六年（1781年），参加辛丑科殿试，登金榜，赐同进士出身第三甲第26名，平狱定谳，董修千里长堤，均有政绩。　